# Rok Stipčević
Rok Stipčević (Maribor, 25. svibnja 1986.) hrvatski je profesionalni košarkaš. Igra na poziciji razigravača, a trenutačno je član košarkaškog kluba Krka.

## Karijera

### Početci
Košarku je počeo trenirati u Školi košarke Leonardo Bajlo, gdje mi je prvi trener bio Lučano Valčić. Prvi ozbiljni počeci bili su kod Zorana Veselinovića, gdje je nastupao za selekciju najboljih iz škole košarke, u ekipi pod imenom Tornado. S tom generacijom bio treći u državi. Nakon toga sam prešao u omladinske selekcije u Zadru, gdje su mi treneri bili Roko Đerđa, Petar Popović te Denis Pleslić. 
Prvi put je ušao u seniorsku momčad Zadra sa 17 godina. U to vrijeme igrao je za drugu momčad Zadra u juniorskoj ligi te je zajedno s Jurom Lalićem bio najbolji pojedinac te momčadi koja je na kraju osvojila drugo mjesto u A-2 ligi Jug. Nakon što je Krstić raskinuo ugovor sa Zadrom, a Kovačić se ozljedio, Lalić i on su bili priključeni prvoj momčadi. Tada je trener Zadra bio Danijel Jusup.

### Prva sezona i posudba u Borik
Prve sezone nije se baš naigrao, ali to je normalno jer je bio tadašnji najmlađi član momčadi. Veću minutažu dobio je samo na utakmici protiv Reflexa, današnjeg FMP-a u gostima. Na početku nove sezone imao je veliku minutažu, da bi, kako je sezona odmicala, igrao sve manje i manje. Na kraju sezone igrao je za reprezentaciju U-20 na Europskom prvenstvu u Moskvi, gdje je izbornik reprezentacije bio Tihomir Bujan. Na prvenstvu je odigrao odlično te ga je trener Bujan pozvao da sljedeću sezonu odigra u Boriku. U dogovoru s Pinom Giergiom posuđen je u hravatskog A-1 ligaša Borik-Puntamiku. Ondje je dobio pravu šansu te je odigrao odličnu sezonu. Te sezone je u izboru Sportskih novosti bio proglašen drugim igračem lige, odmah iza Gečevskog. Bio je i drugi strijelac lige, treći tricaš tako da mu je to bila sezona afirmacije.

### Povratak u Zadar
Nakon toga slijedi povratak u Zadar, u sezoni koja baš i nije rezultatski bila uspješna. Tada na klupu Zadra dolazi "Aco" Petrović gdje je podigao svoju razinu igre. Tijekom te sezone odveo je Zadar do finala A-1 lige, pobijedivši u polufinalu Zagreb CO. U neizvjesnoj utakmici u kojoj su se momčadi stalno izmjenjivale u vodstvu, Zadar je uspio nadoknaditi zaostatak od 5 koševa u zadnjih minutu i 42 sekunde te se rezultatom 91:89 plasirati u finale. Stipčević je tada odlučio na sebe preuzeti ulogu igrača utakmice. Prvo pogađa tricu s 8 metara i smanjuje na -3, igra fantastičnu obranu na Sesaru koji gubi loptu i asistira Johnsonu za tricu i dovodi Zadar u vodstvo 86:85. Iako se izmijenilo nekoliko napada, zahreb je do 25 sekundi prije kraja imao malo vodstvo. Loptu nakon time-outa uzima Stipčević, drži ju do posljednjih trenutaka i sekundu prije kraja pogađa preko Broylesa i Tomića za veliku pobjedu 91:89.
Sezonu kasnije 2007./08. otvorio je odlično, igrao na visokoj razini, a tada je uslijedila njegova prva ozljeda u karijeri. Zaradio je distorziju zgloba, i to trećeg stupnja. Nosio je longetu na nozi, a oporavak je trajao dosta dugo, točnije 50 dana bio je van terena. Kada se vratio na parkete trebao je proći period u povratku u formu. 27. ožujka 2008. u domaćem porazu od FMP-a u NLB ligi, Stipčević je bio najbolji pojedinac Zadra s 31 košem.
Stipčević je u novu sezonu 2008./09. krenuo s nekoliko odlično odigranih utakmica (Split, Cibona, Partizan), a jedinu lošu odigrao je protiv Budućnosti iz Podgorice. Tijekom te sezone vodila se velika borba između Zadra i Cibone za završnicu NLB lige i euroligaške bodove, pa je u siječnju 2009. protiv Cibone vodio Zadar do važne pobjede. S 10 asistencija bio je najbolji razigravač 22. kola regionalne košarkaške NLB lige. Također u teško izborenoj pobjedi važnoj pobjedi nad Crvenom zvezdom za završnicu NLB lige, Stipčević je bio drugi strijelac Zadra s 16 koševa i prvi "kradljivac" s 4 ukradene lopte. U travnju iste godine tijekom četvrtfinalne utakmice EuroCupa koju su Zadrani izgubili od Bilbao Basketa, nakon jednog polaganja preko krilnog centra Bilbao Basketa, Stipčević je nezgodno pao na parket i ozlijedio ruku. Iako je bilo predviđeno da će se oporaviti nakon 10 dana mirovanja, na parkete se vratio početkom svibnja. Već je u prvoj utakmici nakon ozljede u A-1 ligi za prvaka na Dubrovnikom postigao 21 poen i 7 skokova.
Zadar je ponovo stigao do finala hrvatskog prvenstva, ali je ondje izgubio od Cibone Zagreb. Stipčević je u posljednjoj ovosezonskoj utakmici postigao 11 poena.

### Cibona
U kolovozu 2010. obznanio je da će iduću sezonu braniti boje zagrebačke Cibone.Nakon jedne sezone proveden u Ciboni potpisuje za talijanski Cimbario Varese.Nakon toga odlucio je ostati u Italiji, ali je promijenio adresu potpisao je za Emporio Milano.Trenutacno igra za talijanski klub Virtus Roma.

## Hrvatska košarkaška reprzentacija
Prvi nastup imao je sa 16 godina za juniorsku reprezentaciju kod trenera Matova. Dvije godine igrao je za juniorsku reprezentaciju. Nakon toga dvije godine je nastupao za reprezentaciju U-20. S generacijom Lalić, Kovačević, Rudež, Stipanović, Batina, Tomić, Papak bio je peti na Europskom prvenstvu igrača do 20 godina starosti. I to je najbolji rezultat hrvatske reprezentativne selekcije do 20 godina. Bio je član hrvatske B reprezentacije koja je na Mediteranskim igrama u Pescari 2009. osvojila zlatnu medalju.

## Vanjske poveznice
- Profil na NLB.com
- Profil na EuroCup.com